# Laurent Joseph Hildwein
Laurent Joseph Hildwein (* 15. Februar 1877 in Colmar im Elsass; † 24. Januar 1947 in Frankfurt am Main) war ein deutscher Lehrer und Abgeordneter des Provinziallandtages der preußischen Provinz Hessen-Nassau.

## Leben
Laurent Joseph Hildwein war der Sohn des Laurent Hildwein und dessen Gemahlin Maria Theresia Klotz. Er übte den Beruf des Lehrers in Hanau aus und wurde Mitglied der SPD, als dessen Abgeordneter er einen Platz im Hanauer Stadtrat einnahm. Er war Führer des Reichsbanners Schwarz-Rot-Gold. 1919 erhielt er ein Mandat für den Kurhessischen Kommunallandtag, aus dessen Mitte er zum Abgeordneten des Provinziallandtages der Provinz Hessen-Nassau bestimmt wurde. Er blieb bis zum Jahre 1925 in den Parlamenten.